# Епархия Ческе-Будеёвице

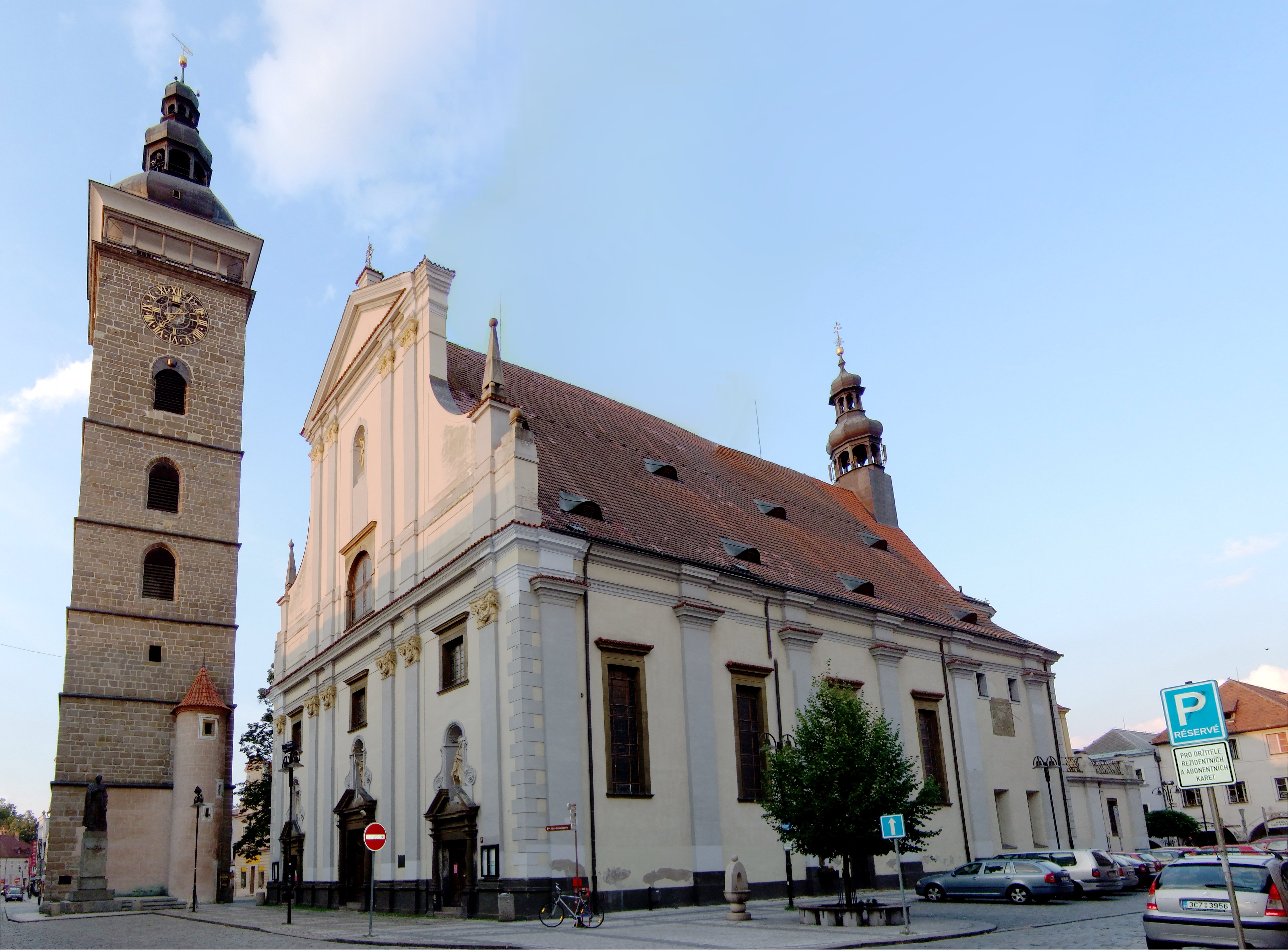
Собор святого Николая

Епархия Ческе-Будеёвице  (лат.  Dioecesis Budovicensis) — епархия Римско-Католической Церкви с центром в городе Ческе-Будеёвице, Чехия. Епархия Ческе-Будеёвице входит в митрополию Праги. Кафедральным собором  епархии Ческе-Будеёвице является собор святого Николая.

## История
20 сентября 1785 года Святой Престол учредил епархию Ческе-Будеёвице, выделив её из архиепархии Праги.
В 1940 году Ватиканом без консультаций с нацистскими оккупационными властями Протектората Чехии и Моравии был назначен епископ чешской национальности. Оккупационные власти энергично протестовали и требовали назначения епископа немецкого происхождения. Ватикан отказался исполнить эту просьбу оккупационных властей, ссылаясь на принцип невмешательства светских властей в дела Церкви. Назначенный епископ Антонин Элчкнер не мог приступить к исполнению своих обязанностей и Святой Престол объявил кафедру епархии Ческе-Будеёвице sede vacante, в состоянии которой она была до 1947 года.
В 1950 году епископ Йозеф Глоух был арестован и находился в заключении до 1963 года. После освобождения власти ему было запрещено заниматься пастырской деятельностью до 1968 года.
31 мая 1993 года часть территории епархии Ческе-Будеёвице отошла к новой епархии Пльзеня.

## Епископы епархии
- Йоганн Прокоп фон Шаффтготч (20.09.1784 — 8.05.1813)
- Арношт Константин Ружичка (8.03.1816 — 18.03.1845)
- Йосеф Ондржей Линдауэр (25.11.1845 — 5.06.1850)
- Ян Валериан Ирсик (5.09.1851 — 23.02.1883)
- Карел Пруха (1883)
- Франциск фон Паула фон Шёнборн (28.08.1883 — 27.07.1885)
- Мартин Йосеф Ржига (27.07.1885 — 6.02.1907)
- Йосеф Антонин Гулка (16.12.1907 — 6.02.1920)
- Шимон Барта (16.12.1920 — 2.05.1940)
- Антонин Елчкнер (1940)
- Йосеф Глоух (25.06.1947 — 10.06.1972)
- Sede vacante (1972—1990)
- Милослав Влк (14.02.1990 — 27.03.1991)
- Антонин Лишка (28.08.1991 — 25.09.2002)
- Йиржи Падьёур (25.09.2002 — 2014)
- Властимил Крочил (с 19.03.2015)

## Источник
- Annuario Pontificio, Libreria Editrice Vaticana, Città del Vaticano, 2003, ISBN 88-209-7422-3
- Pius Bonifacius Gams, Series episcoporum Ecclesiae Catholicae, Leipzig 1931, стр. 266  (лат.)
- Konrad Eubel, Hierarchia Catholica Medii Aevi, vol. 6, стр. 133  (лат.)
- Булла Catholicae ecclesiae/ Bullarii romani continuatio, Tomo VI, Parte 2, Prato 1852, стр. 1517-1524  (лат.)